# Ritratto di Baldassarre Castiglione (Tiziano)
Il Ritratto di Baldassarre Castiglione  è un dipinto a olio su tela (124x97 cm) di Tiziano, databile al 1529 circa e conservato nella National Gallery of Ireland a Dublino.

## Storia
L'opera è generalmente accettata come autografa di Tiziano (Suida, Berenson, Pallucchini) e datata a poco prima il 1529, anno della morte del Castiglione.

## Descrizione e stile
L'identificazione si basa sulla scritta che chiarisce si tratti del "conte Baldassarre Castiglione". L'uomo è ritratto in una stanza dalla cui finestra aperta si scorge un paesaggio con alberi. La posa è molto originale, con il personaggio di spalle che si volta fino a guardare di tre quarti verso sinistra un punto indefinito nello spazio. Il Castiglione ha la barba lunga e gli occhi chiari, ma a differenza del noto ritratto di Raffaello, appare qui distaccato e assente, quasi altero nella sua posa eretta e lontana psicologicamente dall'osservatore, al quale dà addirittura le spalle, nonostante il gesto colloquiale di appoggiare il gomito su un ripiano.
La pennellata è già pastosa e dai bordi indefiniti, tipica della produzione matura di Tiziano.